# 太鼓岩 (兵庫県猪名川町)
太鼓岩（たいこいわ）は、兵庫県川辺郡猪名川町にある岩。

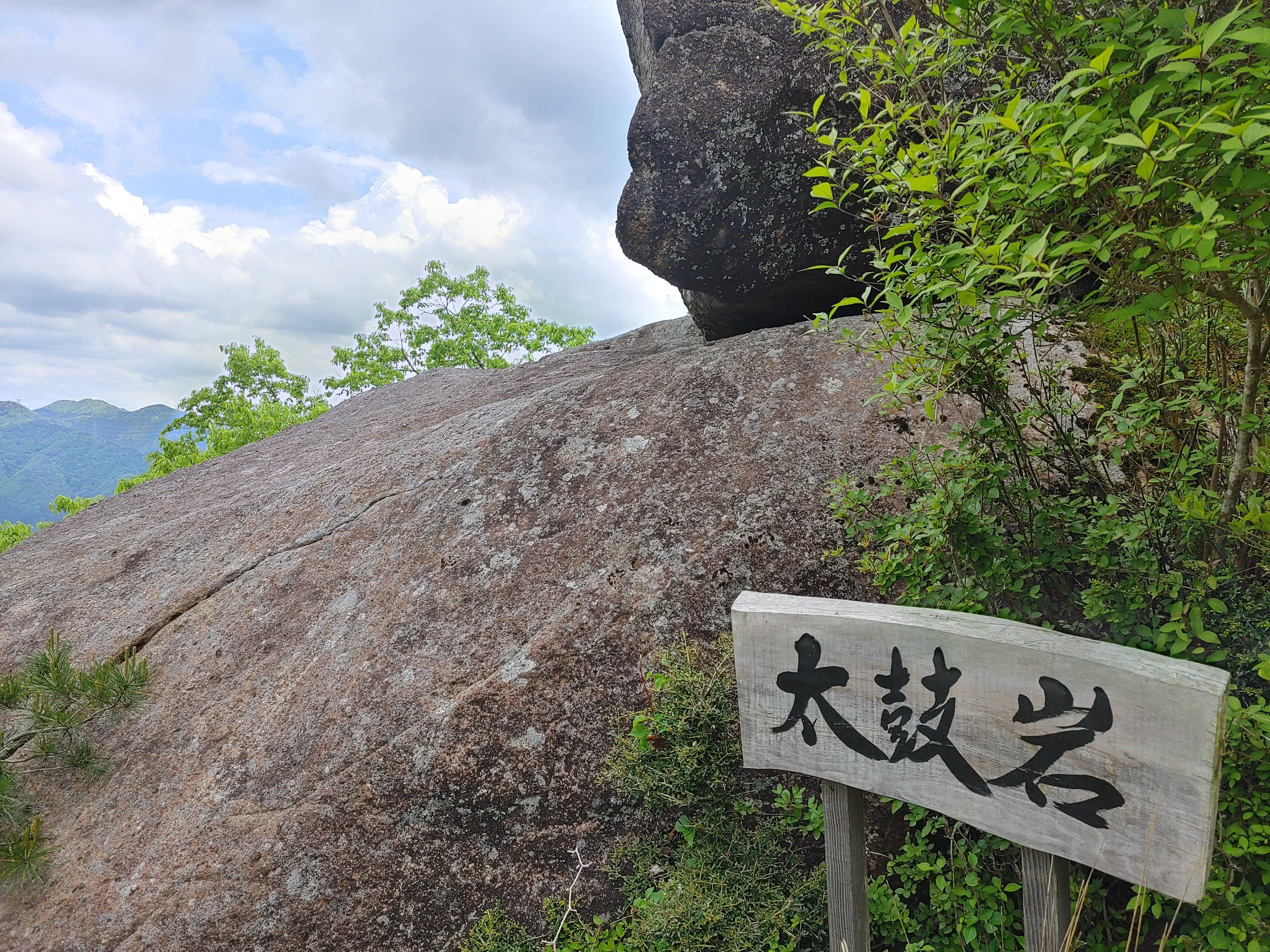
太鼓岩　2021年5月撮影

## 概要
太鼓岩は、兵庫県猪名川町の大野山の西側に位置する溶結凝灰岩(火山岩)。太鼓岩の周辺には、大夫婦岩やおにぎり岩、ふくろう岩など、様々な岩が存在する。それらの岩を合わせて大野山山頂岩石群と呼ばれている。